# エスタディオ・ホセ・ペレス・コルメナーレス
エスタディオ・ホセ・ペレス・コルメナーレス（Estadio José Pérez Colmenares）は、ベネズエラのアラグア州マラカイにあるスタジアム。1965年に開場した。主に野球に使用されており、リーガ・ベネソラーナ・デ・ベイスボル・プロフェシオナルのティグレス・デ・アラグアが本拠地にしている。15,328人収容。